# Rocek
Rocek is een bestuurslaag in het regentschap Pandeglang van de provincie Banten, Indonesië. Rocek telt 3875 inwoners (volkstelling 2010).